# Újhelyi Kinga
Újhelyi Kinga (Sarmaság, 1977. december 25. –) Jászai Mari-díjas magyar színésznő.

## Élete és pályafutása
1977-ben született az erdélyi Sarmaságon. A nagyváradi óvónő- és tanítóképzőben érettségizett 1997-ben, két évig dolgozott is a szakmájában. A Partiumi Keresztyén Egyetem angol szakos hallgatója volt. 2003-ban diplomázott a Marosvásárhelyi Egyetem színművész szakán, valamint a Károli Gáspár Egyetem angol tanárképző szakán. 2003-2005 között a veszprémi Petőfi Színház tagja volt. 2006-tól a debreceni Csokonai Színház színésznője. Színházában zeneszerzőként és dalszövegíróként is kipróbálhatta már magát.

## Magánélete
Férje Mispál Attila forgatókönyvíró. 

## Fontosabb színházi szerepei
- Szophoklész: Antigoné.... Antigoné
- William Shakespeare: Lear király.... Bolond
- Anton Pavlovics Csehov: Platonov.... Szása
- Anton Pavlovics Csehov: Három nővér.... Natalja Ivanovna
- Federico García Lorca: Yerma.... Yerma
- Edmond Rostand: A sasfiók.... Camerata, grófnő
- Frank Wedekind: A tavasz ébredése.... Ilse (Álarcos úr)
- Sólem Aléchem – Joseph Stein – Jerry Bock: Hegedűs a háztetőn.... Cejtel
- Leonard Bernstein: West Side Story.... Anita
- Níkosz Kazandzákisz – Joseph Stein – John Kander – Fred Ebb: Zorba.... Melina, özvegy
- Dale Wasserman – Joe Darion – Mitch Leigh: La Mancha lovagja.... Aldonza-Dulcinea
- Heiner Müller: Titus anatómiája, Róma bukása.... Tamora
- Marin Držić: Dundo Maroje.... Laura
- Jókai Mór: Az arany ember.... Noémi
- Krúdy Gyula – Parti Nagy Lajos: Boldogult úrfikoromban.... Irmáné trafikos
- Molnár Ferenc: Olympia.... Olympia
- Örkény István: Macskajáték.... Ilus
- Hubay Miklós: Elnémulás.... Aleluja
- Szabó Magda: A macskák szerdája.... Ágnes, fogadósné
- Szabó Magda: Régimódi történet.... Klári
- Lázár Ervin: Szegény Dzsoni és Árnika.... Százarcú Boszorkány
- Tömöry Márta: A talizmán.... Gülájm
- Forgách András: Tercett.... Mária
- Németh Ákos: Müller táncosai.... Andi, a Müller-tánccsoport tagja
- Bereményi Géza: Irén levele.... Vetró Irén
- Szőcs Géza: Liberté '56.... Rendezőlány
- Tóth-Máthé Miklós: A rögöcsei csoda.... Horgasné
- Földes László (Hobo): Csattanuga Csucsu.... Pallavicin Heléna, pincérlány
- Baróthy Péter: Kiálts a szeretetért!.... Drana; Stephanie nővér; Diana hercegnő
- Szarka Tamás: Mária.... Mária
- Borbély Szilárd: Akár akárki.... szereplő
- Győri L. János – Győri Katalin: Menekülők.... Komárominé Balogh Kata
- Móricz Zsigmond – Kocsák Tibor – Miklós Tibor: Légy jó mindhalálig.... Török néni
- Presser Gábor – Horváth Péter – Sztevanovity Dusán: A padlás.... Kölyök
- Galambos Péter – Kovács-Cohner Róbert: Na'Conxypanban hull a hó.... Pauline; Higilinda
- Fonyódi Tibor – Pozsgai Zsolt – Szörényi Levente: Árpád népe.... Rasdi, táltosnő, Levente kedvese
- Várkonyi Mátyás – Miklós Tibor: Sztárcsinálók.... Agrippina
- Eisemann Mihály: Fiatalság bolondság.... Kőváry Vera
- Szirmai Albert – Bakonyi Károly – Gábor Andor: Mágnás Miska.... Rolla grófnő
- Christian Paccoud: Artúr, a cipőhorgász.... Kamilla
- Gimesi Dóra – Jeli Viktória – Tasnádi István – Vészits Andrea: Időfutár.... Jozefa; Bujdosóné

## Színházi zenéiből
- Bors néni, Bors!
- Kőrózsa betonszív
- Égi és földi szerelem
- Lorca-est, Lorca dalok
- Intelmek- Szent István intelmei Imre herceghez
- Gyöngykoszorú- válogatás a klasszikus magyar költészet gyöngyszemeiből
- Fényút-animációs koncert Pilinszky meséi alapján

## Filmes és televíziós szerepei
- A szabadság asszonyai (2005)
- Projekció (2006)
- Árpád népe (színházi előadás televíziós felvétele, 2006)
- Liberté '56 ( színházi előadás televíziós felvétele, 2007)
- A tavasz ébredése (színházi előadás televíziós felvétele, 2008)
- Liszt Ferenc: Krisztus (színházi előadás televíziós felvétele, 2008)
- Molnár Ferenc: Olympia (színházi előadás televíziós felvétele, 2008)
- Vonal (kisjátékfilm, 2009)
- Héjanász a hepehupán (játékfilm, 2010)
- A. P. Csehov: Három nővér (színházi előadás televíziós felvétele, 2018)

## Díjai és kitüntetései
- Mensáros László-díj (2007)
- Foto-Art díj (2011)
- Jászai Mari-díj (2015)[5]